# Challenger de Cherburgo 2022
El torneo Challenger La Manche 2022 fue un torneo de tenis perteneció al ATP Challenger Tour 2022 en la categoría Challenger 80. Se trató de la 29ª edición; el torneo tuvo lugar en la ciudad de Cherburgo (Francia), desde el 07 hasta el 13 de febrero de 2022 sobre pista dura bajo techo.

## Jugadores participantes del cuadro de individuales
| Favorito | País                       | Jugador               | Rank1 | Posición en el torneo |
| -------- | -------------------------- | --------------------- | ----- | --------------------- |
| 1        | Bandera de Francia         | Benjamin Bonzi        | 68    | CAMPEÓN               |
| 2        | Bandera de Francia         | Pierre-Hugues Herbert | 123   | Cuartos de final      |
| 3        | Bandera de República Checa | Tomáš Macháč          | 116   | Primera ronda         |
| 4        | Bandera de Austria         | Dennis Novak          | 117   | Segunda ronda         |
| 5        | Bandera de Francia         | Gilles Simon          | 130   | Segunda ronda         |
| 6        | Bandera de Francia         | Quentin Halys         | 141   | Segunda ronda         |
| 7        | Bandera de Rusia           | Roman Safiullin       | 148   | Primera ronda         |
| 8        | Bandera de Francia         | Lucas Pouille         | 156   | Primera ronda, retiro |

- 1 Se ha tomado en cuenta el ranking del 31 de enero de 2022.

### Otros participantes
Los siguientes jugadores recibieron una invitación (wild card), por lo tanto ingresan directamente al cuadro principal (WC):
- Kenny de Schepper
- Harold Mayot
- Luca Van Assche

Los siguientes jugadores ingresan al cuadro principal tras disputar el cuadro clasificatorio (Q):
- Dan Added
- Jonáš Forejtek
- Tristan Lamasine
- Jules Marie
- Maximilian Marterer
- Mats Rosenkranz

## Campeones

### Individual Masculino
- Benjamin Bonzi derrotó en la final a  Constant Lestienne, 6–4, 2–6, 6–4

### Dobles Masculino
- Jonathan Eysseric /  Quentin Halys derrotaron en la final a  Hendrik Jebens /  Niklas Schell, 7–6(6), 6–2